# Kreisgrabenanlage von Svodín
Die Kreisgrabenanlage von Svodín (deutsch Seldin; ungarisch Szőgyén) ist die bekannteste in der Slowakei. Sie befindet sich bei Svodín im Okres Nové Zámky des Nitriansky kraj im Südwesten der Slowakei. Die von Viera Němejcová-Pavúková (1937–1997) zwischen 1971 und 1983 ausgegrabene, ineinander errichtete einfache und zweifache Kreisgrabenanlage hatte bereits vor etwa 6800 Jahren eine Funktion bei neolithischen Riten und astronomischen Bestimmungen der Lengyel-Kultur.

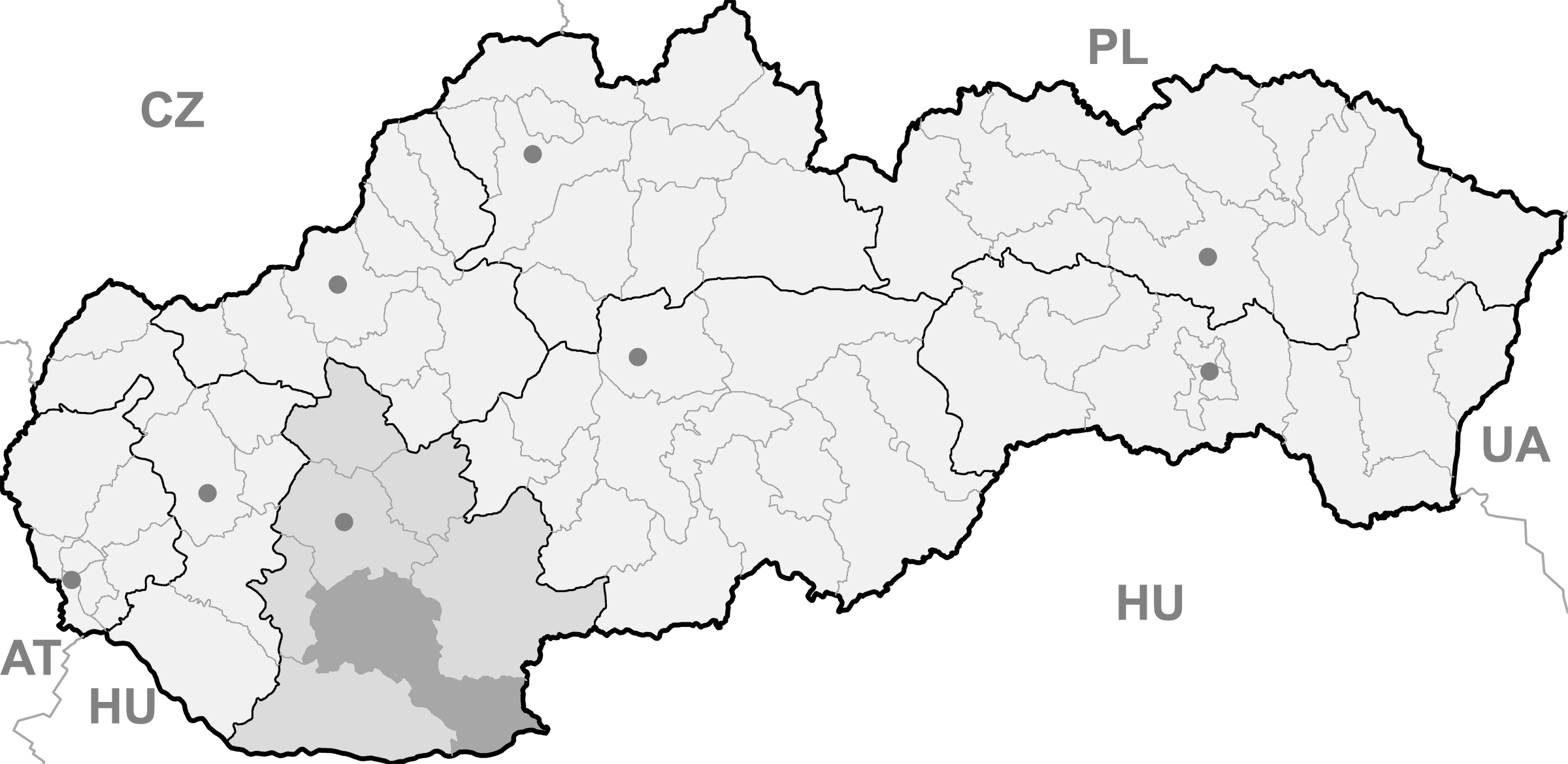
Lage von Svodín

Die in der Slowakei entdeckten Kreisgrabenanlagen gehören zur ältesten Monumentalarchitektur in Mitteleuropa. In Svodín wurden eine ältere und eine jüngere Anlage errichtet. Die kleine ältere (Svodín 1) bestand nur aus einem Graben (Typ Kothingeichendorf) während die über 120 m weite große, jüngere (Svodín 2) zwei Gräben drei Palisaden und vier Zangentore aufweist. Die Tore der Osthälfte sind auf die Mondaufgänge, die der Westhälfte auf die Monduntergänge während der „großen Mondwenden“ ausgerichtet.
Die Kreisgrabenanlagen haben allgemein Durchmesser zwischen 50 und 200 m, wodurch sie auch auf Satellitenbildern zu sehen sind. Die großen Rundbauten bestehen aus Gräben, Wällen oder Holzpalisaden. Kreisgrabenanlagen haben Flächen von 13 bis 30 Hektar und bargen bis zu 50 Häuser. In die Anlagen führten gewöhnlich vier gegenüberstehende Eingänge, die nur selten gemeinsame Achsen haben. Sehr massive Torbauten gehören jedoch zu den wenigen Konstanten. Mit ihrer Orientierung zu bestimmten Himmelsrichtungen boten sie gute Möglichkeiten z. B. bei der Erforschung der Sonnenwenden. Die meisten Archäologen des balkanischen und danubischen Raumes sind der Ansicht, dass es sich zumindest bei manchen Anlagen um „heilige Plätze“ handelt, die eine soziale und sakrale Funktion erfüllten. Die fortifikative Funktion ist dagegen umstritten. In vielen Fällen die lassen Maße, die strategische Lage und die hohe Toranzahl dies fraglich erscheinen. Es sind allerdings auch keine eindeutigen Belege für eine rituelle Tätigkeit innerhalb der Kreisgrabenanlage gefunden worden.